# La Trinité-du-Mont
La Trinité-du-Mont – miejscowość i gmina we Francji, w regionie Normandia, w departamencie Sekwana Nadmorska.
Według danych na rok 1990 gminę zamieszkiwało 637 osób, a gęstość zaludnienia wynosiła 309 osób/km² (wśród 1421 gmin Górnej Normandii La Trinité-du-Mont plasuje się na 372. miejscu pod względem liczby ludności, natomiast pod względem powierzchni na miejscu 883.).